# Erythrandra
Erythrandra is een vliegengeslacht uit de familie van de dambordvliegen (Sarcophagidae).

## Soorten
- E. distincta (Townsend, 1892)
- E. picipes Brauer and Bergenstamm, 1891